# Vlad Stancu
Vlad Stancu (n. 13 august 2005, București, România) este un înotător român. Este deținătorul recordului românesc la 800 de metri și 1500 de metri liber bazin lung și 800 de metri liber bazin scurt. La Campionatele Europene de Natație pentru Juniori din 2022, a câștigat aur la ștafeta de 1500 de metri liber și 4×100 de metri liber și argint la 400 de metri liber și 800 de metri liber. În 2024 a participat la Jocurile Olimpice de la Paris.